# سونی سعد

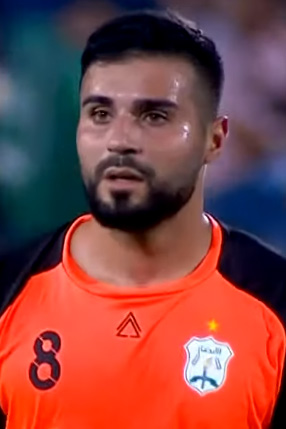
سونی سعد

سونی سعد (Soony Saad) بازیکن فوتبال اهل لبنان است. او ملی پوش تیم ملی فوتبال لبنان نیز بوده‌است. او موفق به باز کردن دروازه تیم ملی ایران هم شده‌است. او هم‌اکنون بازیکن باشگاه‌های تایلند و قبل از آن در اسپورتینگ کانزاس سیتی بوده‌است.